# کاتیل
کاتیل (به لاتین: Ghatail) یک منطقهٔ مسکونی در بنگلادش است که در ناحیه تانگیل واقع شده‌است. کاتیل ۴۵۱٫۳ کیلومتر مربع مساحت و ۴۱۷٬۹۳۹ نفر جمعیت دارد.